# Kouter

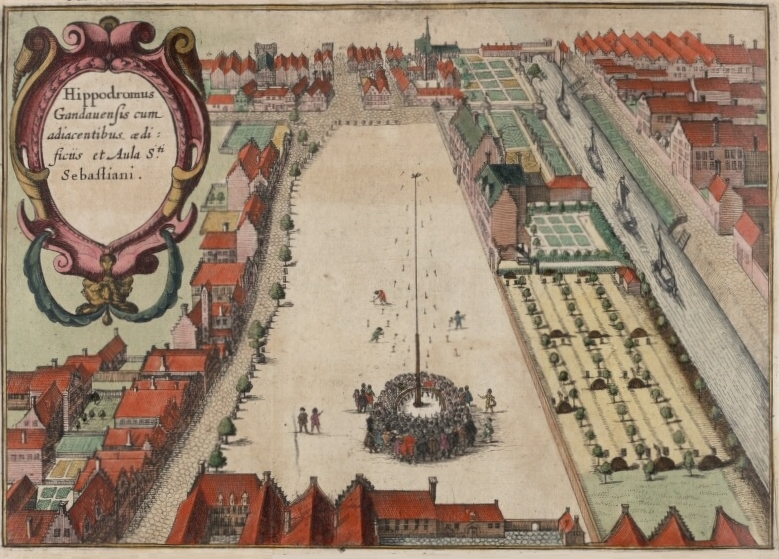
De Kouter, anciennement connu sous le nom de Paardenmarkt (Hippodrome), dans la première moitié du XVIIe siècle (illustration tirée de Flandria illustrata, 1641)

Le Kouter est une place au centre de la ville belge de Gand. Les anciens noms de cette place sont : Paardenmarkt et Place d'Armes.

## Historique
La place était traditionnellement utilisée non seulement pour toutes sortes de festivités, mais aussi pour les réunions populaires de la ville. Un marché aux fleurs s'y tient le dimanche depuis 1772. Le Bal 1900 a lieu ici chaque année pendant les Gentse Feesten.

## Description
Le Kouter est entouré de bâtiments majestueux datant pour la plupart du XIXe siècle, dont la Bourse (nl) et l'hôtel Falligan. Sur la place se trouve un kiosque en fonte de la fin du XIXe siècle, construit d'après un projet de l'architecte de la ville de Gand Adolphe Pauli (nl) en 1878. Du côté de la Zonnestraat, vous pourrez lire le poème Un baiser sur le Kouter de Lut de Block (nl).
En 1997-1998, un parking souterrain a été construit sous la place du Kouter, qui a été accompagné par une restauration complète de la place.

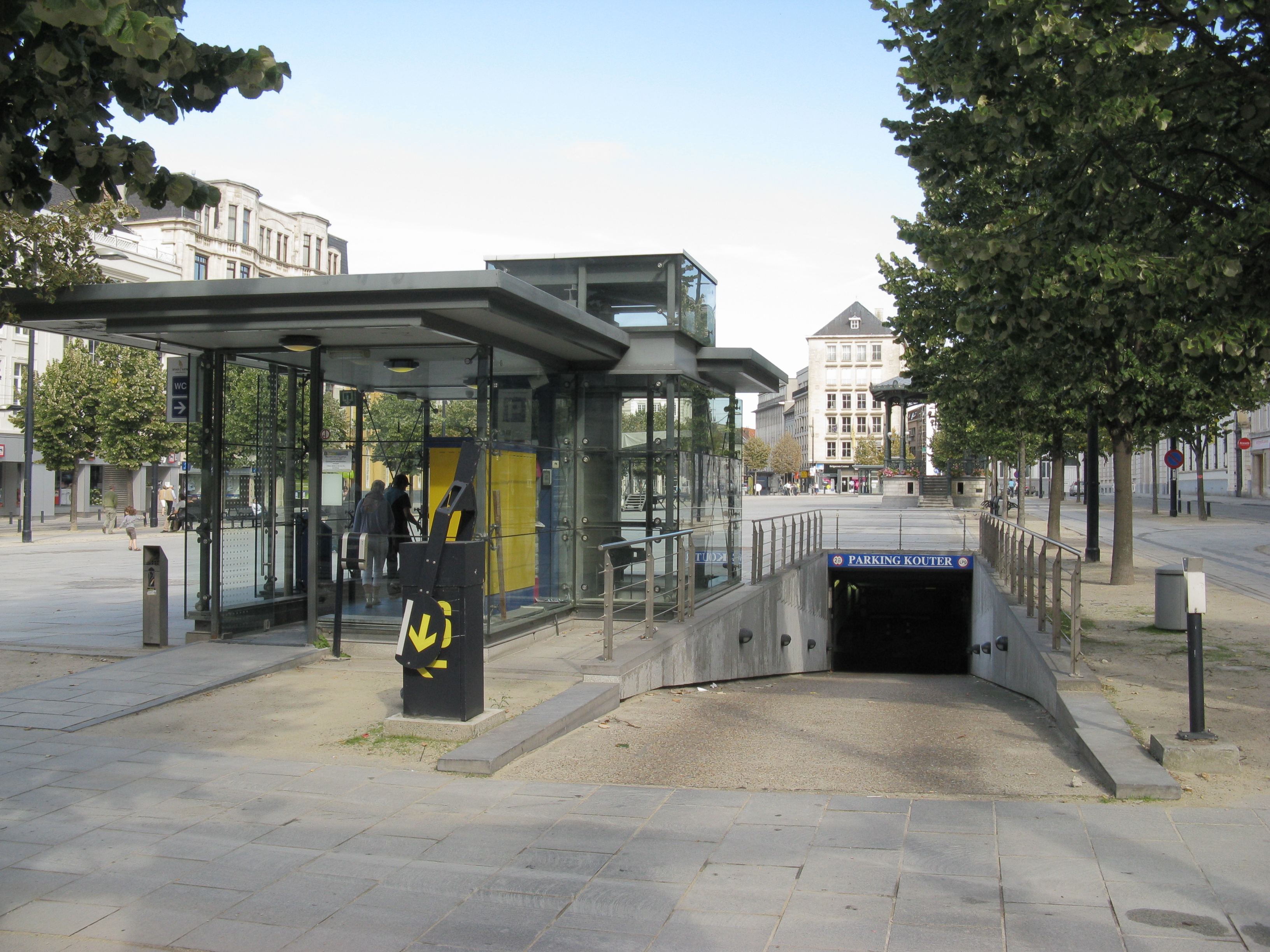
L'entrée de la route Nederkouter - Schouwburgstraat

## Tram
Le Kouter est situé à l'intersection de deux lignes du tramway de Gand, la ligne T1 et la ligne T3.